# Stade du Dragon de Hangzhou
Le stade du Dragon de Hangzhou (en chinois : 黄龙体育中心) ou stade de Huanglong est un stade de football situé à Hangzhou dans la province de Zhejiang en Chine.
Il se trouve à 35 kilomètres de l'aéroport international de Hangzhou Xiaoshan. Construit en 2000, il compte 52 672 places. Il fut retenu comme stade d'accueil à l'occasion de la Coupe du monde de football féminin 2007 où sept matchs y furent disputés dont une demi-finale.
Son terrain mesure 105 mètres de long sur 68 de large.

## Événements
- Coupe du monde de football féminin 2007, 12, 15, 17, 20 et 27 septembre 2007